# ماري كلارك تومسون
ماري كلارك تومسون (بالإنجليزية: Mary Clark Thompson) هي فاعلة خير أمريكية، ولدت في 1835، وتوفيت في 28 يوليو 1923.